# Evelyn Schuler
Evelyn Martina Schuler Zea (Altdorf, 17 de dezembro de 1974) é uma esquiadora alpina, antropóloga e professora suíço-brasileira.

## Biografia

### Primeiros anos
Nasceu em Altdorf, no cantão de Uri, na Suíça em 1974. Mudou-se para o Brasil ainda na infância crescendo na cidade de São Paulo.

### Carreira
Integrou a deleção brasileira nos Jogos Olímpicos de Inverno de 1992, realizados em Albertville, na França. Representou o Brasil em duas provas. Na categoria Super-G terminou a prova em quadragésimo sexto lugar. Na Slalom gigante, alcançou o quadragésimo lugar.
Após o esporte, dedicou-se a carreira acadêmica. Formou-se em Ciências humanas na Universidade de Basileia, na Suíça, no ano de 1997. Na mesma instituição defendeu sua dissertação de mestrado intitulada Zwischen Sein und Nicht-Sein. Fragmente eines kosmologischen Tupi-Guarani-Diskurses in der neueren brasilianischen Ethnologie. No ano de 2006, obteve seu doutorado na Universidade de Berna, na Alemanha, com a tese Metaphorisierte Umwege, uneigentliche Übersetzungen. Arbeit an Bildern im Doppelfeld der Waiwai-Anthropologie. Em 2009, realizou seu pós-doutoramento Faculdade de Filosofia, Letras e Ciências Humanas da Universidade de São Paulo, sob orientação de Dominique Gallois.
Desde o ano de 2010, é professora de antropologia na Universidade Federal de Santa Catarina (UFSC).

## Vida pessoal
É casada e possui duas filhas.